# West Coast Main Line
La West Coast Main Line (WCML, dall'inglese Linea Principale della Costa Ovest), è un'importante linea ferroviaria del Regno Unito. Costituisce il principale e più importante collegamento del Paese in termini di popolazione servita; la linea congiunge infatti la Grande Londra, le Midlands Occidentali, il Nord Ovest, il Galles del Nord e la Cintura centrale della Scozia.
In seguito ad ammodernamenti degli ultimi anni, gran parte della linea può essere percorsa a velocità massime di circa 200 km/h, in accordo con la definizione dell'Unione europea di una linea ammodernata ad alta velocità, anche se possono viaggiare fino a quella velocità solo i Pendolino Classe 390 e i Classe 221, operati da Virgin Trains, in quanto possono contare su un assetto variabile e possono percorrere le curve a velocità superiori rispetto ai treni convenzionali che, incluso il Classe 350, sono limitati a 177 km/h. La WCML conta un numero di curve maggiore della gran parte delle altre ferrovie della Gran Bretagna, pertanto da qui nasce la necessità dell'assetto variabile per le alte velocità.
La WCML è la più importante linea del Regno Unito, in quanto connette le grandi città di Londra, Coventry, Birmingham, Manchester, Liverpool, Glasgow e Edimburgo che hanno complessivamente una popolazione metropolitana di più di 24 milioni di persone. Inoltre, diverse parti della WCML formano parte delle ferrovie suburbane a Londra, Birmingham, Manchester e Glasgow, con molte stazioni minori, e forniscono pertanto collegamenti a molte città rurali. Nel 2008 sulla West Coast Main Line sono stati effettuati 75 milioni di viaggi passeggeri.
La WCML è anche una delle tratte per il trasporto merci più trafficate d'Europa, in quanto trasporta il 43% del trasporto ferroviario merci del Regno. La linea costituisce il principale corridoio per le merci che collega l'Europa continentale (attraverso il Tunnel della Manica) a Londra e il Sud Est dell'Inghilterra, fino alle Midlands Occidentali, il Nord Ovest dell'Inghilterra e la Scozia. La linea è stata dichiarata tratta di interesse strategico per l'Europa ed è designata come linea prioritaria nelle reti trans-europee (TEN).

## Geografia
La West Coast Main Line si estende per 642 km tra la stazione di Londra Euston e la stazione di Glasgow Centrale con stazioni principali con servizio InterCity a Warrington, Wigan, Preston, Lancaster, Oxenholme, Penrith e Carlisle. La lunghezza del nucleo della WCML è nominalmente 645,7 km: la base per la misurazione prende come riferimento il punto mediano della banchina 18 di Londra Euston fino alla banchina 1 di Glasgow Centrale, ed è storicamente la distanza utilizzata nei calcoli ufficiali durante i tentativi di record di velocità. 

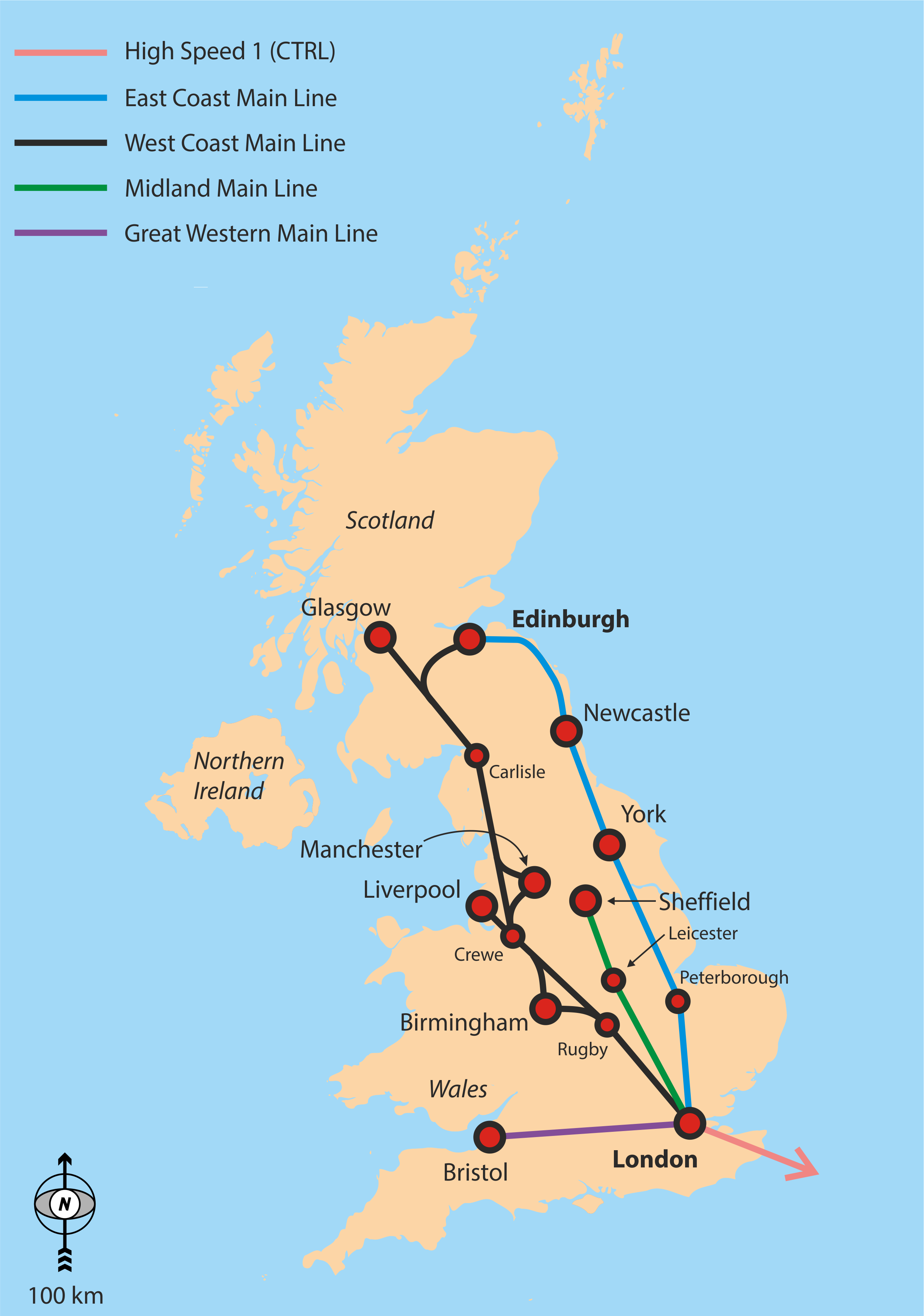
Pianta semplificata della WCML (in nero) in relazione ad altre grandi arterie ferroviarie nord-sud.

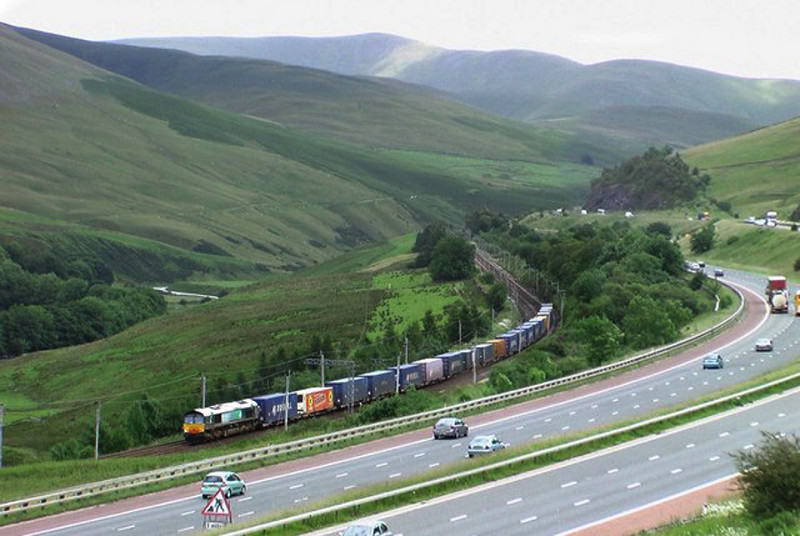
La WCML nel nord, mentre costeggia il fiume Lune in Cumbria lungo la Motorway M6.

Il tracciato della linea si è esteso in un sistema complesso di rami e divergenze che serve anche le grandi città di Northampton, Coventry, Birmingham, Wolverhampton, Stoke-on-Trent, Macclesfield, Stockport, Manchester, Runcorn e Liverpool; c'è anche un collegamento con Edimburgo, anche se non fa parte del collegamento diretto tra Londra ed Edimburgo.
La WCML non è una ferrovia singola, ma può essere pensata come una rete di tratte che divergono e si riunificano nel percorso cardine tra Londra e Glasgow. Il tratto tra Rugby e Birmingham, Wolverhampton e Stafford costituisce l'origine della linea, finché nel 1847 non fu costruita una linea più breve attraverso la valle del Trent. A sud di Rugby si trova un anello che serve la stazione di Northampton, e vi è anche un tratto a nord di Crewe fino a Liverpool che è degno di nota in quanto è presente il più antico scambio su diversi livelli ancora in uso. Tra le altre ramificazioni, ci sono rami o anelli che collegano a Manchester, e un ulteriore ramo a Carlisle che collega Edimburgo alla WCML, fornendo un collegamento diretto tra WCML e la East Coast Main Line.
A causa dell'opposizione dei proprietari terrieri lungo la linea, in alcuni luoghi la ferrovia è stata costruita in modo tale da evitare grandi tenute e città rurali, e per ridurre i costi la linea segue i contorni naturali, il che ha portato all'esistenza di molte curve. La WCML transita anche attraverso aree collinari, come le Chiltern Hills (tagliando per Tring), il Watford Gap e le aree collinari di Northampton, le montagne della Cumbria con picco a Shap e il Beattock Summit nel Lanarkshire Meridionale. Questa presenza di gradienti e curve, e il fatto che non fu originariamente concepita come ferrovia a singolo binario, ha significato che la WCML non è mai stata ideale come linea veloce per le lunghe distanze, con velocità massime inferiori alla East Coast Main Line, l'altra importante linea tra Londra e la Scozia.
Negli ultimi decenni, la soluzione principale al problema dell'eccessiva curvilineità della linea è stata l'adozione di treni ad assetto variabile, gli ex Advanced Passenger Train della British Rail, e infine il Pendolino Classe 390, costruito da Alstom (tramite fiat ferroviaria) e introdotto nel 2003 da Virgin Trains. Un tentativo di innalzare la velocità della linea, insieme all'inserimento degli InterCity 250 negli anni novanta, avrebbe consentito di diminuire i livelli massimi delle sopraelevazioni ferroviarie nelle curve; questo progetto non è stato poi applicato per mancanza di fondi e per motivazioni economiche dell'epoca.

## Storia

### Gli inizi
La WCML non fu inizialmente concepita come percorso unico, ma come diverse linee separate costruite da diverse società tra gli anni trenta e ottanta del XIX secolo. Dopo il completamento della ferrovia Liverpool-Manchester nel 1830, furono discussi diversi progetti per costruire più linee di collegamento tra le città. Le pratiche commerciali delle ferrovie britanniche degli inizi consentivano alle compagnie di costruire linee singole tra due destinazioni, piuttosto che pianificare una grande rete di linee, in quanto era più semplice ottenere finanziamenti da parte di investitori. Questo è pertanto il modo in cui si evolvette la WCML nei suoi primi anni.
Il primo tratto di quella che oggi è la WCML fu la Grand Junction Railway che collegava Liverpool a Manchester passando per Crewe, Stafford e Wolverhampton, che aprì nel 1837. L'anno successivo fu completata la London and Birmingham Railway, che attraversava Coventry, Rugby e Watford Gap. La "Grand Junction" e la "London and Birmingham" condividevano il capolinea di Birmingham alla Curzon Street Station, il che significava che era ora possibile viaggiare in treno tra Londra, Birmingham, Manchester e Liverpool

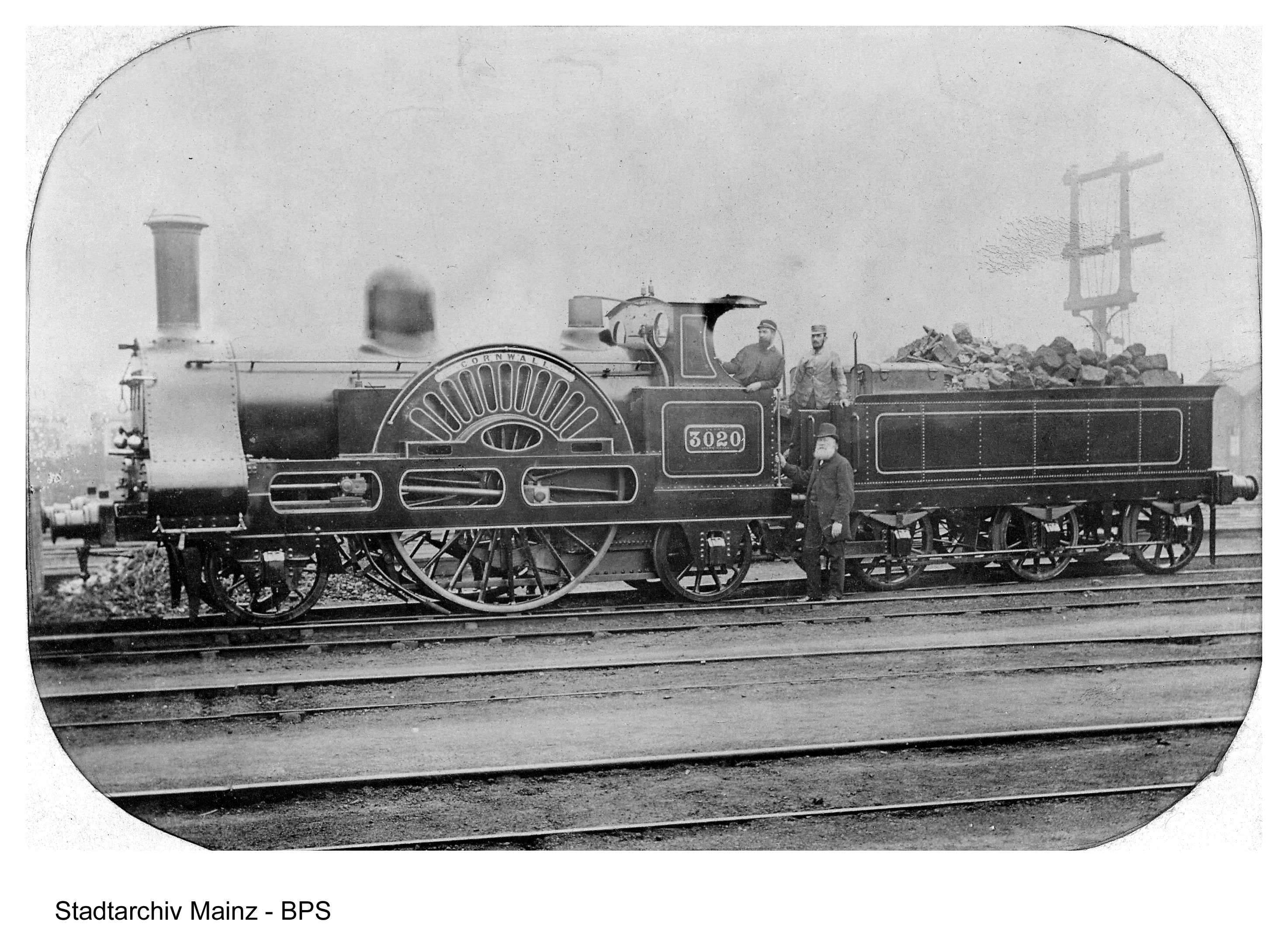
'3020 Cornwall', una delle prime locomotive express della London and North Western Railway (costruita nel 1847, ritratta nel 1890 circa).

Queste linee, insieme alla Trent Valley Railway (tra Rugby e Stafford, passando fuori da Birmingham), e la Manchester and Birmingham Railway, (Crewe-Manchester), unificarono la gestione nel 1846 per formare la London and North Western Railway (LNWR). Quest'ultima assorbì poi in seguito altre tre sezioni: la North Union Railway (Wigan-Preston), la Lancaster and Preston Junction Railway e la Lancaster and Carlisle Railway.
A nord di Carlisle, la Caledonian Railway rimase indipendente, e inaugurò la sua linea principale da Carlisle a Beattock il 10 settembre 1847, raggiungendo Edimburgo nel 1848 e Glasgow nel novembre 1849.
Rimase anche indipendente un'altra importante tratta, la North Staffordshire Railway (NSR), che inaugurò il servizio nel 1848 da Macclesfield (collegandosi alla LNWR da Manchester) fino a Stafford e Colwich passando per Stoke-on-Trent. Le poche relazioni tra LNWR e NSR fecero sì che i treni non effettuassero percorsi diretti fino al 1867.
La linea per la Scozia fu promossa dalla LNWR come "The Premier Line". Dato che i treni che attraversavano il confine utilizzavano la LNWR e la Caledonian Railway, i treni diretti consistevano di materiale rotabile posseduto in comproprietà per semplificare la gestione. I primi treni diretti tra Londra e Glasgow negli anni cinquanta del XIX secolo impiegavano 12,5 ore per coprire i 640 km che separavano le città.
I tratti finali di quella che oggi è la WCML furono costruiti nei decenni successivi dalla LNWR. Una linea diretta per Liverpool, che by-passava la vecchia linea Liverpool—Manchester, fu aperta nel 1869, dalla Weaver Junction a nord di Crewe fino alla Ditton Junction tramite il Runcorn Railway Bridge sul fiume Mersey.
Per aumentare la capacità, la linea tra Londra e Rugby fu espansa fino a quattro binari negli anni settanta del XIX secolo. Di conseguenza, nel 1881 fu aperta una nuova linea, la Northampton Loop per collegare Northampton prima di rientrare sulla linea principale a Rugby.
Il peggiore incidente di sempre nella storia del Regno Unito, il disastro ferroviario di Quintinshill, avvenne sulla WCML durante la prima guerra mondiale, il 22 maggio 1915, tra Glasgow Centrale e Carlisle: morirono 227 persone e 246 rimasero ferite.

### L'epoca di LMS

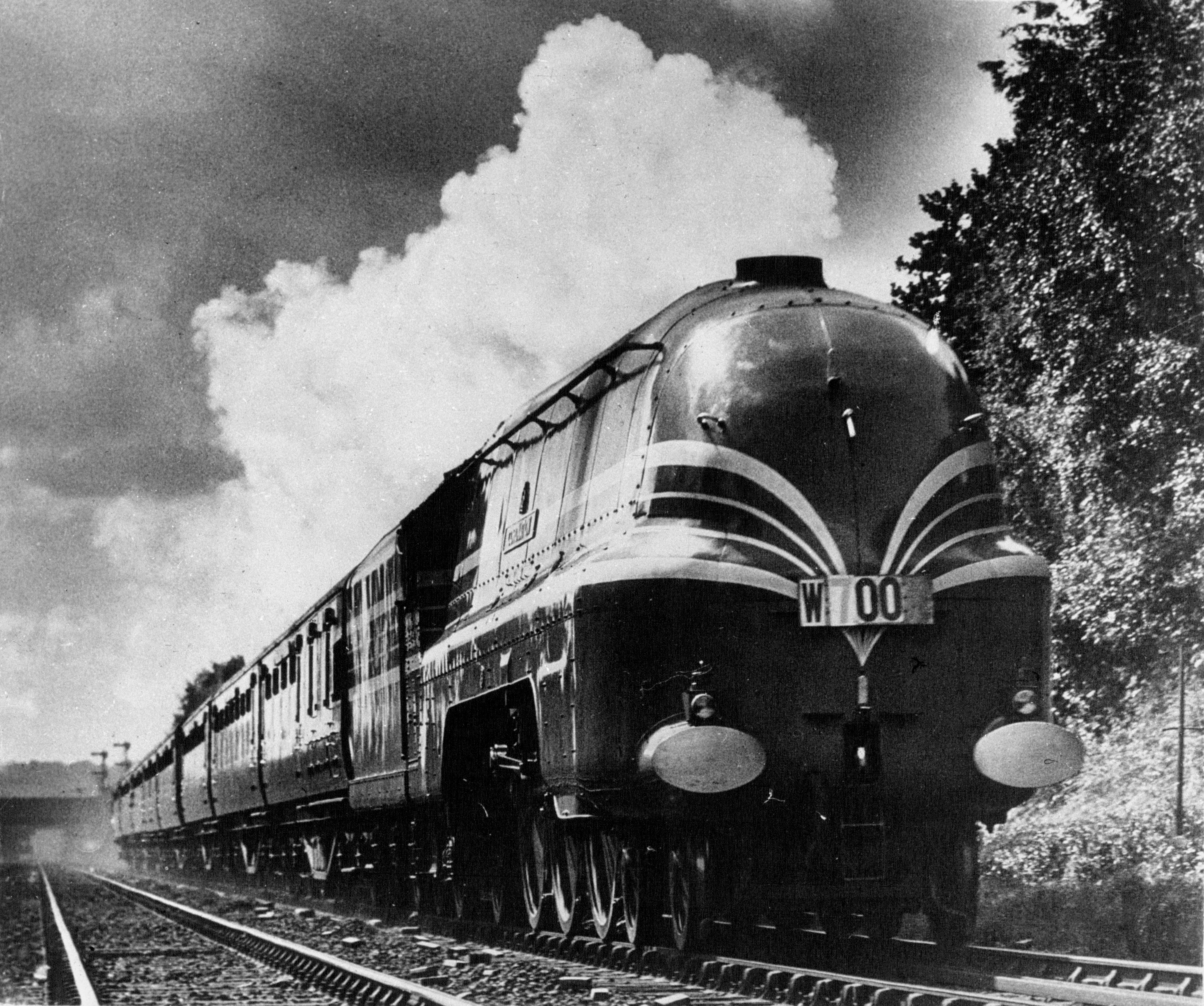
Il Coronation Scot nel 1937. Era trainato da una locomotiva streamliner Coronation Class.

Il 1º gennaio 1923, l'intera tratta attuale passò sotto il controllo della London, Midland and Scottish Railway (LMS), quando le compagnie ferroviarie furono unificate con una legge del 1921.
Durante l'era dell'unificazione, LMS fu in forte competizione con la rivale East Coast Main Line della London & North Eastern Railway per il traffico da Londra alla Scozia. Furono effettuati diversi tentativi per minimizzare i viaggi per un piccolo numero di potenti treni leggeri, che all'epoca erano visti come molto alla moda, specialmente tra Londra e Glasgow, come il Coronation Scot del 1937-39, trainato da locomotive streamliner della Classe Princess Coronation, che riuscivano ad effettuare il tragitto in 6 ore e 30 minuti, rendendola competitiva con la controparte della East Coast Main Line, il Flying Scotsman.
La British Railways, devastata dalla guerra, negli anni cinquanta non poté competere con tali tempistiche, ma riuscì a percorrere la tratta Londra-Glasgow in 7 ore e 15 minuti nel 1959-60 limitando il numero di carrozze a otto e non effettuando fermate tra Londra e Carlisle.

### L'epoca della British Rail
Nel 1947, a seguito della nazionalizzazione, la linea arrivò sotto il controllo delle regioni "London Midland" e "Scotland" di British Railways, e fu qui che il termine "West Coast Main Line" divenne ufficiale, anche se almeno dal 1912 era utilizzato informalmente. Tuttavia, il nome può trarre in inganno in quanto la linea tocca la costa fisicamente solo in un breve tratto sulla Morecambe Bay, tra Lancaster e Carnforth, per circa mezzo miglio.

#### L'ammodernamento con British Rail
A seguito del piano di modernizzazione del 1955, la linea fu ristrutturata ed elettrificata in vari passi tra il 1959 e il 1974. Il primo tratto ad essere elettrificato fu quello tra Crewe e Manchester, completato il 12 settembre 1960; fu seguito dalla tratta Crewe—Liverpool il 1º gennaio 1962, e successivamente l'elettrificazione fu estesa verso sud fino a Londra. I primi treni elettrici partirono da Londra il 12 novembre 1965, ma l'effettivo servizio pubblico non partì fino al 18 aprile dell'anno successivo. L'elettrificazione della linea Rugby–Birmingham–Stafford fu completata il 6 marzo 1967 e nel marzo 1970 il governo approvò l'elettrificazione della tratta nord tra Weaver Junction (dove si biforca la linea per Liverpool) e Glasgow, completata il 6 maggio 1974.
Una volta che l'elettrificazione fu completa tra Londra, le Midlands Occidentali e il Nord Ovest, nel 1966 fu introdotto un nuovo modello di treni ad alta velocità per il servizio a lunga percorrenza, lanciando il brand InterCity, che divenne poi di successo in quanto consentiva tempi di viaggio di 2 ore e 40 minuti tra Londra e Manchester o Liverpool (e anche 2 ore e mezza per il Manchester Pullman). Un'importante miglioria al servizio furono gli orari e gli intervalli regolari durante la giornata: i treni erano ogni ora fino a Birmingham, ogni due ore per Manchester, e così via. Con il completamento dell'elettrificazione nel nord nel 1974, il tempo di viaggio tra Londra e Glasgow fu ridotto a 5 ore.

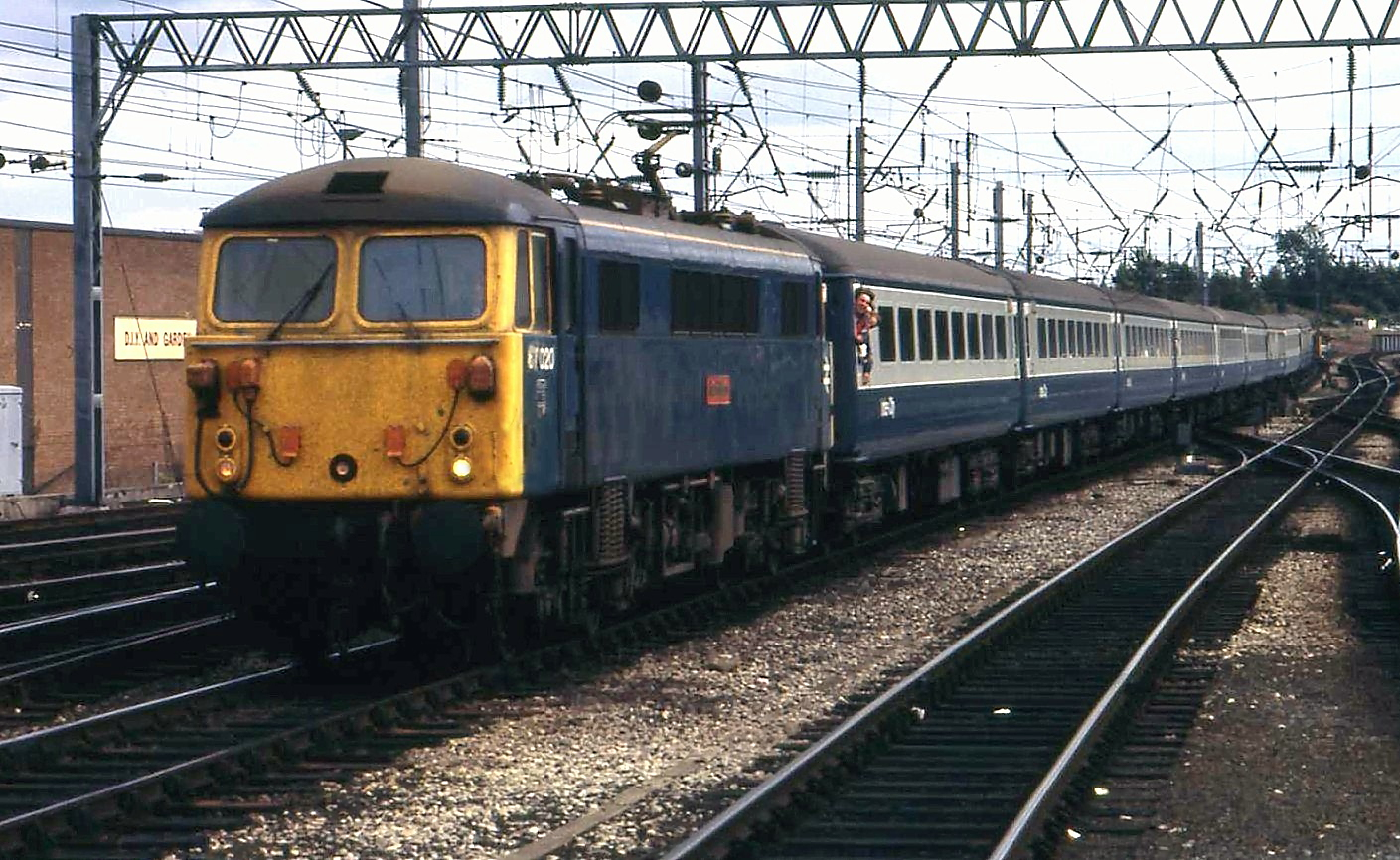
Locomotiva elettrica BR Classe 87 87020 in livrea blu, con treno a carrozze Mark 2. Questi mezzi, insieme al Classe 86, formarono la spina dorsale del trasporto passeggeri express sulla WCML dagli anni settanta agli anni duemila.

Insieme all'elettrificazione, si aggiunse la graduale introduzione di carrozze moderne come le Mark 2, e, con l'elettrificazione della porzione a nord nel 1974, anche le Mark 3 con aria condizionata. Questi veicoli rimasero i principali impiegati sulla linea fino agli anni duemila. La velocità della linea fu innalzata fino a un massimo di 177 km/h e questi treni, trainati da potenti locomotive elettriche Classe 86 e 87, divennero il prodotto di punta della British Railways, riportando la West Coast Main Line alle antiche glorie dopo vari periodi di depressione. Il traffico passeggeri raddoppiò infatti tra il 1962 e il 1975.
L'ammodernamento vide anche la demolizione e la ricostruzione di diverse importanti stazioni della linea: British Rail cercò di rappresentare l'arrivo dell'"era elettrica" sostituendo edifici di epoca vittoriana con nuove strutture in vetro e cemento. Importanti esempi furono la stazione di Birmingham New Street, Manchester Piccadilly, Stafford, Coventry e Londra Euston. Per realizzare quest'ultima, nel 1962 fu demolito il famoso arco dorico originale progettato da Philip Hardwick, il che causò proteste pubbliche. Di recente sono stati discussi progetti per ricostruire completamente la stazione di Euston, e la ricostruzione di Birmingham New Street ha quasi raggiunto il completamento.
L'elettrificazione della linea per Edimburgo fu realizzata alla fine degli anni ottanta come porzione del progetto di elettrificazione della East Coast Main Line, per permettere agli InterCity 225 di arrivare a Glasgow passando da Carstairs.

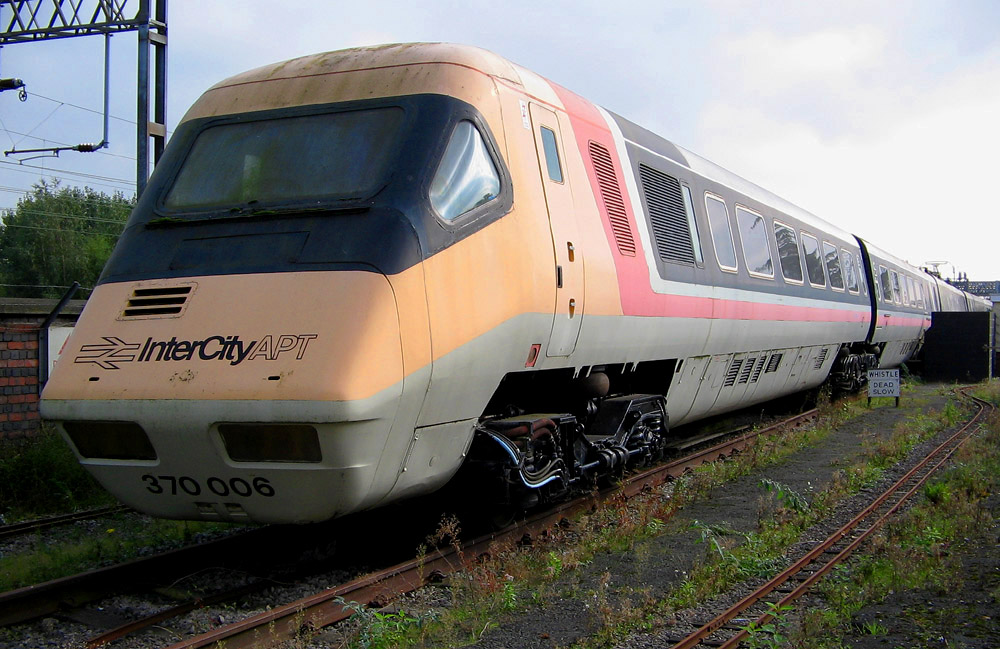
L'Advanced Passenger Train ad assetto variabile della British Rail

L'ammodernamento portò diversi vantaggi, soprattutto in velocità e frequenze, a molte tratte della WCML, ma vi furono diverse soppressioni nel corso degli anni. Vi furono diverse località e linee che in origine erano servite da treni da Londra, ma che oggi non lo sono più, tra cui Windermere, Barrow-in-Furness, Whitehaven e Workington, Huddersfield, Bradford Interchange, Leeds e Halifax (tramite Stockport); Blackpool South, Colne (tramite Stockport); Morecambe e Heysham, Southport (tramite Edge Hill); Blackburn e Stranraer Harbour. Da notare anche la perdita del servizio diretto tra Liverpool e la Scozia.